# جابر عمر
الدكتور جابر عمر ولد في راوة أو عانة عام 1909 أو عام 1913 وتوفي عام 1993، هو سياسي عراقي، ذو توجه قومي، وزاول مهنة التدريس وتقلد مناصب تربوية وإدارية هامة في جامعة بغداد.
والدكتور جابر هو ابن عمر أحمد عمر حمودي عبد الله الحاج عمر الراوي. حصل على الدكتوراه في التربية من ألمانيا والنمسا عام 1941. ومتزوج من ألمانية وله ابنتان.
وهو خال الدكتور سعد عبد الباقي الراوي الذي شغل منصب رئيس جامعة بغداد للفترة 1971 - 1974.
في 10 تشرين الثاني 1956، قدم 55 أستاذا في جامعة بغداد عريضة احتجاج موقف الحكومة العراقية من العدوان الثلاثي على مصر إلى الملك فيصل الثاني، وكان جابر عمر من أبرز 9 أشخاص قدموا العريضة، ونشبت احتجاجات فصل على إثرها من الأساتذة الثمانية الآخرون من وظائفهم، كما أحيل من 4 من الأساتذة إلى المجلس العرفي العسكري الذي حكم عليهم بالنفي إلى بنجوين في شمال العراق باستثناء جابر عمر الذي تمكن من الهرب إلى سوريا.
شغل منصب أول وزير معارف في حكومة عبد الكريم قاسم بعد ثورة 14 تموز 1958، لكنه استقال من المنصب في 30 أيلول 1958 عند إزاحة عبد السلام عارف من منصبي نائب رئيس الوزراء ووزير الداخلية.
حصل على عفو وإطلق سراحه بعد أحداث كركوك عام 1959. غادر بعدها العراق إلى ألمانيا وبقي فيها مع عائلته حتى وفاته.

## مؤلفاته
من مؤلفاته:
- التوجيه القومي، 1948
- اتجاهات وآراء في التربية والتعليم، 1951
- المدخل في التربية، 1953
- الإعمار ومشاريعه في العراق، 1955
- مغامرات جاسوس في الحرب الأخيرة
- ترجمة كتاب: الوجه الاقتصادي لأوروبا، لأنتون رايتنكر، ونشره عام 1955